# リリック・ストリート・レコード
リリック・ストリート・レコード（Lyric Street Records）は、かつて存在したウォルト・ディズニー・スタジオ（ウォルト・ディズニー・カンパニー）傘下のレコード販売会社である。

## 概要
ランディ・グッドマン、以前はゼネラルマネージャーRCAレコードの一部門として設立された。会社のグッドマンの計画には、社内プロデューサーがなく、アーティストやレパートリーに依存して分割され、リリック・ストリート・レコードは1998年5月19日に設立された。
2010年4月14日にディズニー・ミュージック・グループはリリック・ストリート・レコードの閉鎖を発表した。